# District de Chittoor
Le district de Chittoor (en télougou : చిత్తూరు జిల్లా) est un district de l'État de l'Andhra Pradesh en Inde. 

## Villes et villages
- Mulakalacheruvu